# ビバリー・ロード駅 (IRTノストランド・アベニュー線)
ビバリー・ロード駅 (Beverly Road) はニューヨーク市地下鉄IRTノストランド・アベニュー線の駅である。ブルックリン区イースト・フラットブッシュのノストランド・アベニューとビバリー・ロードの交差点に位置し、2系統が終日、5系統が平日のみ停車する。

## 駅構造
| G          | 地上階                       | 出入口 |
| P ホーム階 | 相対式ホーム、右側ドアが開く | 相対式ホーム、右側ドアが開く |
| P ホーム階 | 北行線                       | ← ウェイクフィールド-241丁目駅行き（チャーチ・アベニュー駅） ← 平日：イーストチェスター-ダイアー・アベニュー駅行き（チャーチ・アベニュー駅） ← 夕ラッシュ時：ネレイド・アベニュー駅行き（チャーチ・アベニュー駅） |
| P ホーム階 | 南行線                       | → ブルックリン・カレッジ駅行き（ニューカーク・アベニュー-リトル・ハイチ駅）→ |
| P ホーム階 | 相対式ホーム、右側ドアが開く | |

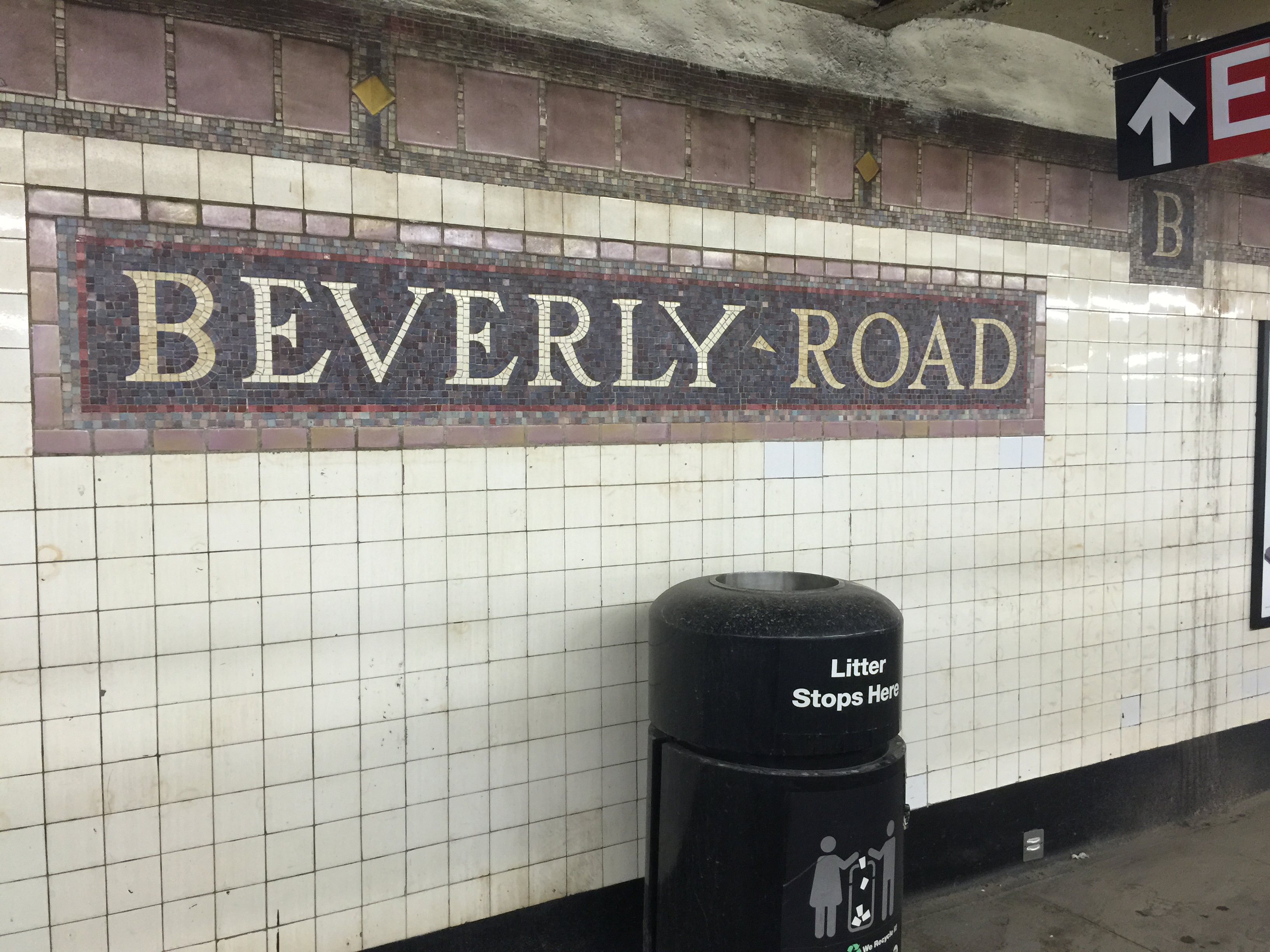
駅名標

駅はノストランド・アベニュー線が開通した1920年8月23日に同時に開業した。相対式ホーム2面と線路2線を有した2面2線の地下駅で、ホーム間連絡通路は無いため改札内で南北ホーム間を行き来することはできない。駅は1950年代にホーム南側を延長し有効長は510フィート（155メートル）となり10両編成の列車の入線に対応できるようになった。
なお、当駅からビバリー・ロードを西へ進むとBMTブライトン線ビバリー・ロード駅があるが、ブライトン線のビバリー・ロード駅の綴りは「Beverl"e"y Road」で、当駅の綴り (Beverly Road) よりもeが1つ増えている。これは、ビバリー・ロードがフラットブッシュ・アベニューとの交差点を境に2つに分かれている（正確には交差点の位置がずれている）ためであり、フラットブッシュ・アベニューより西側はeが増えたBeverley Road、東側はeの無いBeverly Roadと綴られている。

### 出口
改札口はホーム階にあり、南北ホーム中央にそれぞれ独立して存在している。北行ホーム改札口には回転式改札機ときっぷ売り場、地上への階段1つがあり、南行ホーム改札口は無人で回転式改札機1機と出場専用回転式改札機2機、地上への階段1つがある。
| 場所                                                   | 種類 | 数  | 接続ホーム |
| ------------------------------------------------------ | ---- | --- | ---------- |
| ノストランド・アベニューとビバリー・ロードの交差点南西 | 階段 | 1つ | 南行ホーム |
| ノストランド・アベニューとビバリー・ロードの交差点南東 | 階段 | 1つ | 北行ホーム |

## 脚注

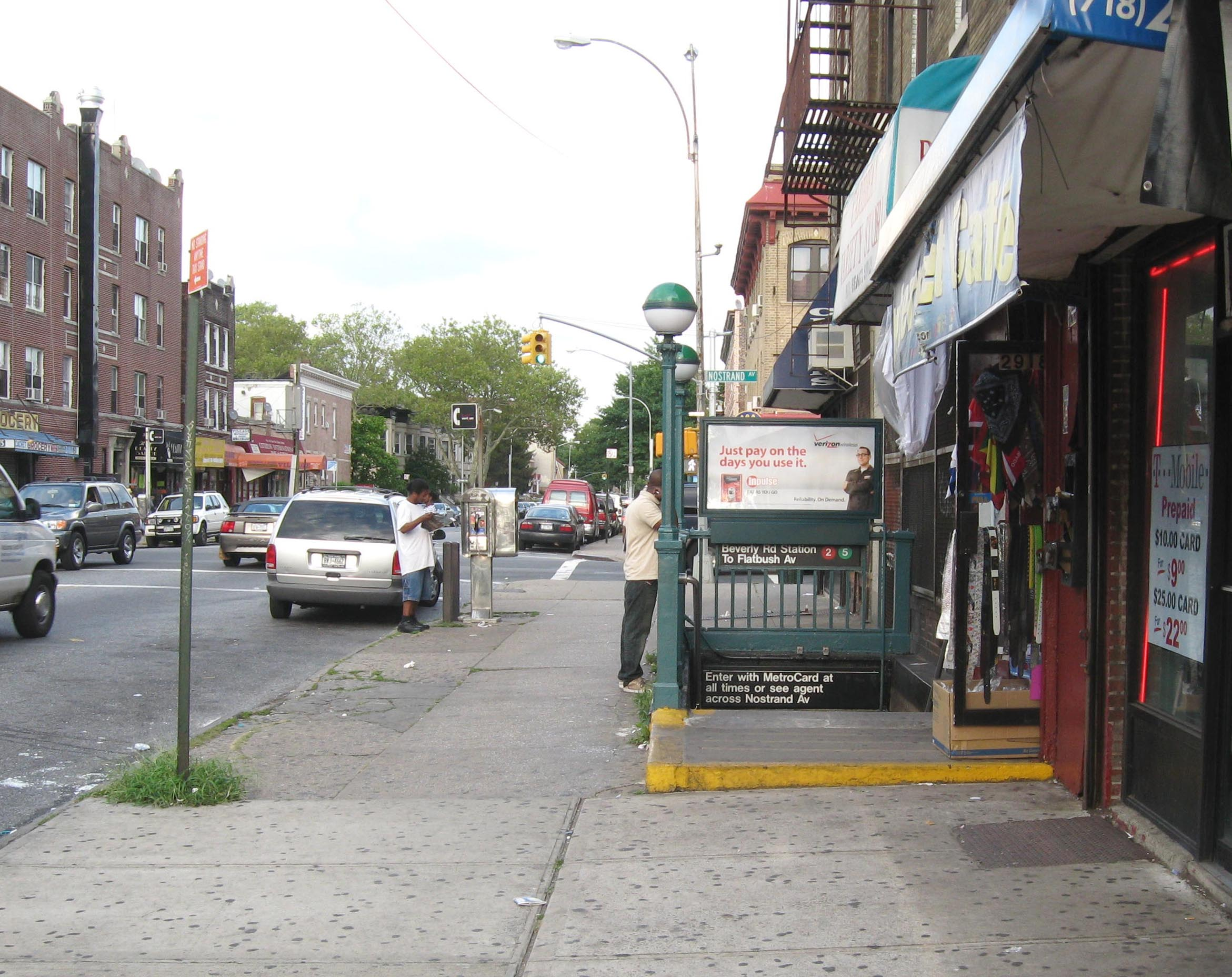
南行ホームへの階段